# Syndiamesa serratosioi
Syndiamesa serratosioi är en tvåvingeart som beskrevs av Kownacki 1982. Syndiamesa serratosioi ingår i släktet Syndiamesa och familjen fjädermyggor.
Artens utbredningsområde är Polen. Inga underarter finns listade i Catalogue of Life.